# Walter Heymann

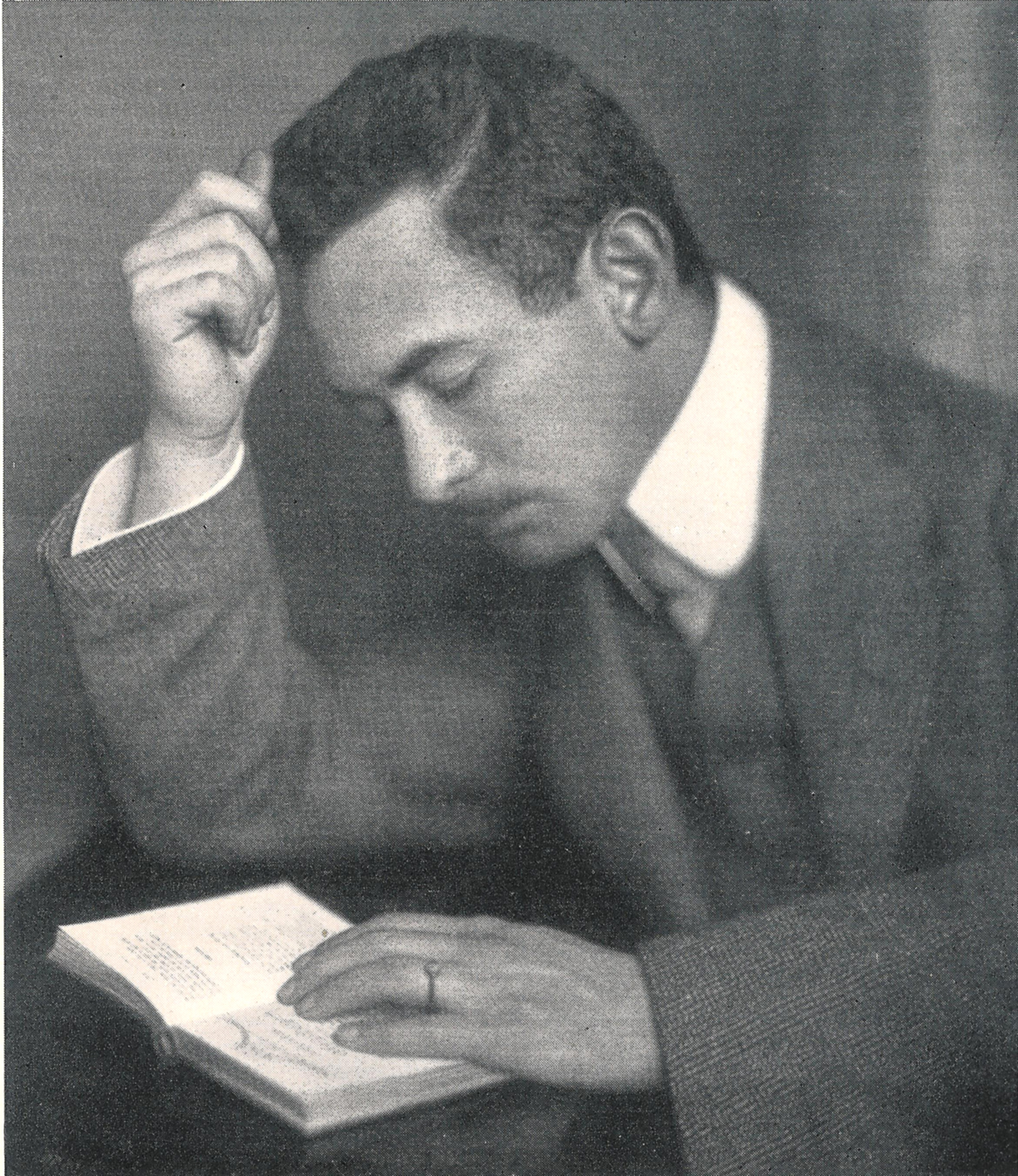
Walther Heymann (1913)

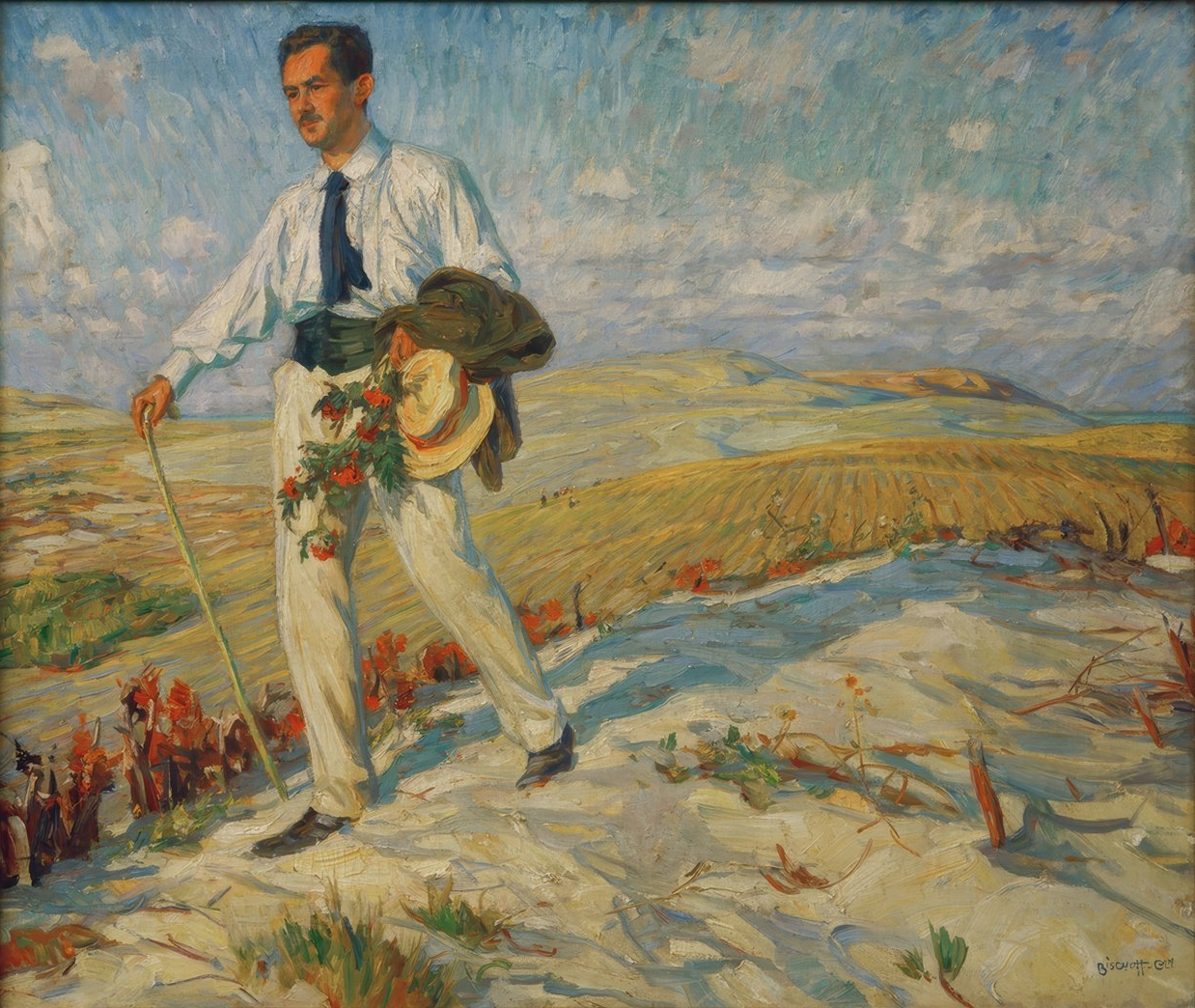
Ernst Bischoff-Culm: Walther Heymann auf der Kurischen Nehrung (1908)

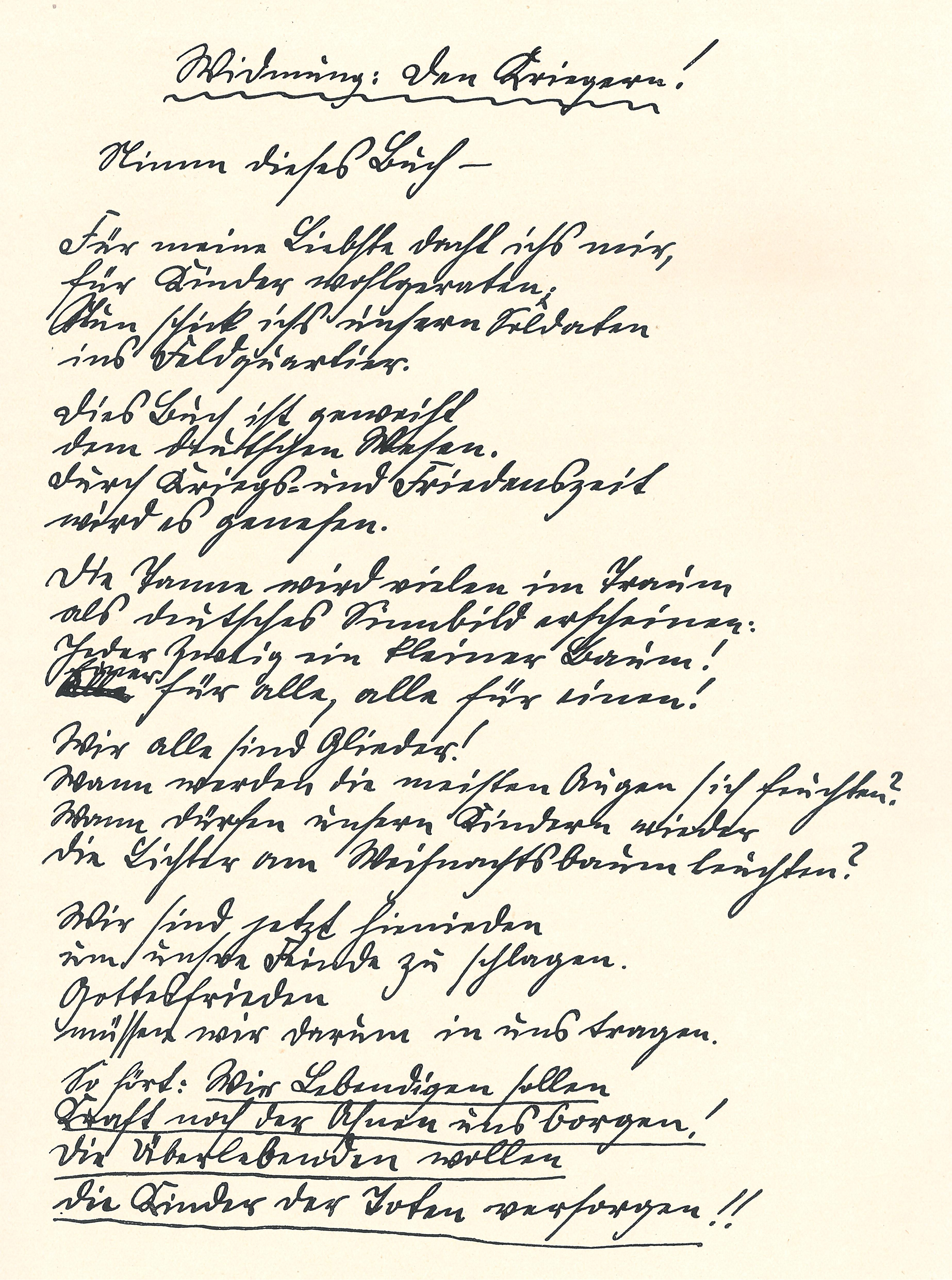
Handschrift von Walther Heymann

Walter Heymann (auch: Walther Heymann; * 19. Mai 1882 in Königsberg; † 9. Januar 1915 bei Soissons) war ein ostpreußischer Schriftsteller und Rechtsreferendar.

## Leben
Walter Heymann stammte aus einer seit vier Generationen in Ostpreußen ansässigen jüdischen Kaufmannsfamilie. Seine Eltern waren der Königsberger Getreidegroßhändler Johann Richard Heymann (1850–1908) und die zur Konzertpianistin ausgebildete Johanna Heymann, geb. Sommerfeld (1855–1913). Sie hatten sieben Kinder, von denen fünf Söhne das Erwachsenenalter erreichten, darunter der Komponist Werner Richard Heymann und der Versicherungsdirektor, Währungs- und Finanzreformer Hans Heymann (1885–1949).
Walter Heymann besuchte das Collegium Fridericianum in seiner Geburtsstadt Königsberg und erlangte dort mit 17 Jahren seinen Abschluss. Er begann ein Jurastudium an der Albertus-Universität Königsberg, das er später in Freiburg, München und Berlin fortsetzte. 1902 bestand er das 1. Examen. Als Referendar war er in Fischhausen (Haff) und Insterburg tätig. 1907 brach er jedoch kurz vor dem Assessorexamen seine Juristenausbildung ab.
Bereits seit seiner Schulzeit hegte Heymann den Wunsch Dichter zu werden. 1905 erschienen erstmals 14 seiner Gedichte in dem von Adolf Petrenz herausgegebenen Ostpreußischen Dichterbuch. Diese wurden positiv aufgenommen und bewegten Richard Dehmel dazu, Heymann als größte Begabung und Hoffnung unter Deutschlands jungen Dichtern zu loben. Mit den danach veröffentlichten Gedichtbänden Der Springbrunnen (1907) und insbesondere Nehrungsbildern (1909) hatte Heymann großen Erfolg. Seine Werke zeigten seine Verbundenheit mit der ostpreußischen Landschaft. Hauptsächlich wurde er für seine lyrischen Schilderungen der Kurischen Nehrung bekannt.
Zu Lebzeiten veröffentlichte Heymann keine weiteren Bücher, setzte aber seine schriftstellerische Tätigkeit fort. Zudem schrieb er Zeitungsbeiträge. So wurde er 1912 Mitarbeiter der Königsberger Hartungschen Zeitung, in dessen Feuilleton er sich für junge Dichter und expressionistische Maler engagierte. Heymann war unter anderem ein Freund der Künstler Max Pechstein, über den er die erste Monografie verfasste, und Ernst Bischoff-Culm, der den „Nehrungsdichter“ auf der Kurischen Nehrung porträtierte.
Walter Heymann lebte von 1907 bis 1909 in Italien, wo er in Rom und Florenz an den Vorbereitungen für ein Drama arbeitete. Er unternahm auch Reisen nach Tunis und Algerien. 1912 zog seine verwitwete Mutter mit ihrem jüngsten Sohn Werner Richard von Königsberg nach Berlin, wo sie im Jahr darauf starb. Kurz danach heiratete Walter Heymann 1913 in Berlin die Malerin Maria Heymann-Perk (1885–1979). Aus der Ehe ging eine Tochter hervor.
Walter Heymann meldete sich 1914 kurz nach Ausbruch des Ersten Weltkriegs als Kriegsfreiwilliger. Er fiel in der Nacht vom 8. auf den 9. Januar 1915 beim Sturmangriff auf Soissons. Nach seinem Tod erschienen fünf abgeschlossene Bücher aus seinem Nachlass, darunter der Prosaband Das Tempelwunder und andere Novellen (1916) und Kriegslyrik.

## Werke
- Springbrunnen. Gedichte. Mit einer Titelzeichnung von Arthur Grunenberg. R. Piper Verlag, München 1907.
- Nehrungsbilder. Gedichte. Deutschherren Verlag, Königsberg 1909.
- Kriegsgedichte und Feldpostbriefe. Georg Müller, München 1915 (Digitalisat).
- Das Tempelwunder. Erzählungen. Georg Müller, München 1916.
- Max Pechstein. Mit vier Farbendrucken, 44 Netzätzungen und 58 Strichätzungen im Text. R. Piper Verlag, München 1916.
- Die Tanne: Ein deutsches Volksbuch. Gedichte. Georg Müller, München 1917.
- Von Fahrt und Flug. Gedichte. Georg Müller, München 1919.
- Hochdüne: Dichtung in 4 Sätzen. (= Ostpreußen-Bücher. Band 4.) Gräfe und Unzer, Königsberg 1928.
- Gedichte, Prosa, Essays, Briefe. (= Campus Judaica. Band 13.) Hrsg. von Leonhard M. Fiedler und Renate Heuer. Campus-Verlag, Frankfurt 1998, ISBN 3-593-35963-4.